# Kanton Bièvres
Kanton Bièvres is een voormalig kanton van het Franse departement Essonne. Kanton Bièvres maakte deel uit van het arrondissement Palaiseau en telt 26.685 inwoners (1999). Het werd opgeheven bij decreet van 24 februari 2014, met uitwerking op 22 maart 2015.

## Gemeenten
Het kanton Bièvres omvatte de volgende gemeenten:
- Bièvres (hoofdplaats)
- Saclay
- Saint-Aubin
- Vauhallan
- Verrières-le-Buisson
- Villiers-le-Bâcle